# Siège de Trsat

Le siège de Trsat ( croate : Opsada Trsata) est une bataille pour la possession de la ville de Trsat (latin : Tarsatica) en Liburnie, près de la frontière croato-franque. La bataille a eu lieu à l'automne 799 entre les forces défensives de la Croatie dalmate sous la direction du duc croate Višeslav et l'armée d'invasion franque de l'empire carolingien dirigée par Éric de Frioul. La bataille fut une victoire croate et le commandant franc Eric fut tué pendant le siège.